# Acaeroplastes barretoi
Acaeroplastes barretoi là một loài chân đều trong họ Porcellionidae. Loài này được Arcangeli miêu tả khoa học năm 1935.